# Cheilosia bombylioides
Cheilosia bombylioides är en tvåvingeart som beskrevs av Hull 1949. Cheilosia bombylioides ingår i släktet örtblomflugor, och familjen blomflugor.
Artens utbredningsområde är Myanmar. Inga underarter finns listade i Catalogue of Life.